# Col Fall River
Pour les articles homonymes, voir Fall River.
Le col Fall River, en anglais Fall River Pass, est un col routier des montagnes Rocheuses situé dans le comté de Larimer, au Colorado, dans le centre des États-Unis. Protégé au sein du parc national de Rocky Mountain, il sépare le bassin de la Cache la Poudre de celui de la Fall River, dans la Front Range, à une altitude de 3 595 m.
Le col est desservi par la Trail Ridge Road et constitue par ailleurs l'extrémité nord-ouest de la Fall River Road. On y trouve plusieurs bâtiments historiques, parmi lesquels la Fall River Pass Ranger Station de 1922, le Trail Ridge Store & Café de 1936 et l'Alpine Visitor Center de 1964. Depuis le 10 décembre 2021, le site fait d'ailleurs l'objet d'une inscription au Registre national des lieux historiques sous le nom de district historique de Fall River Pass.